# Ramón Lista (departamento)
Ramón Lista é um departamento da Argentina, localizado na província de Formosa.